# Список найбільших муніципалітетів Нідерландів
Цей список найбільших муніципалітетів Нідерландів перелічує нідерландські муніципалітети із понад 100 000 жителів. На контрольну дату 1 січня 2021 року сто і більше тисяч жителів налічували 32 муніципалітети. З них п'ятнадцять розташовані у Західних Нідерландах (Північна Голландія, Південна Голландія, Утрехт і Зеландія), вісім у Східних Нідерландах (Флеволанд, Оверейсел і Гелдерланд), шість у Південних Нідерландах (Північний Брабант і Лімбург) і три у Північних Нідерландах (Дренте, Гронінген і Фрисландія). Зеландія — єдина з усіх провінцій, де немає муніципалітету з населенням понад 100 000 жителів. Разом у 32 найбільших муніципалітетах Нідерландів проживають приблизно 6,5 мільйона людей.

## Розподіл
На відміну від багатьох інших європейських країн Нідерланди не мають жодного муніципалітету з понад мільйоном жителів. Традиційно говориться про чотири великі міста. Амстердам, Роттердам і Гаага мають у межах своїх муніципалітетів від 500 000 до 900 000 жителів кожне. Замикає четвірку Утрехт із понад 360 000 жителів. Ці чотири міста лежать на заході Нідерландів.
Середній сегмент від 150 000 до 250 000 жителів складається з чотирнадцяти муніципалітетів. Лише чотири з них (Ейндговен, Гронінген, Тілбург і Алмере) мають понад 200 000 жителів. Ця четвірка розпорошена більш-менш по всій країні.
До останньої групи, що теж представлена чотирнадцятьма муніципалітетами, входять громади, які налічують від 100 000 до 150 000 жителів. Таких муніципалітетів за останні десятиліття побільшало.

## Список
| # з/п | Назва             | Провінція          | Жителів |
| ----- | ----------------- | ------------------ | ------- |
| 1     | Амстердам         | Північна Голландія | 872.922 |
| 2     | Роттердам         | Південна Голландія | 652.541 |
| 3     | Гаага             | Південна Голландія | 547.757 |
| 4     | Утрехт            | Утрехт             | 359.376 |
| 5     | Ейндговен         | Північний Брабант  | 235.707 |
| 6     | Гронінген         | Гронінген          | 233.218 |
| 7     | Тілбург           | Північний Брабант  | 220.513 |
| 8     | Алмере            | Флеволанд          | 214.757 |
| 9     | Бреда             | Північний Брабант  | 184.077 |
| 10    | Неймеген          | Гелдерланд         | 177.321 |
| 11    | Апелдорн          | Гелдерланд         | 164.770 |
| 12    | Гарлем            | Північна Голландія | 162.549 |
| 13    | Арнем             | Гелдерланд         | 162.477 |
| 14    | Енсхеде           | Оверейсел          | 159.703 |
| 15    | Гарлемермер       | Північна Голландія | 157.778 |
| 16    | Амерсфорт         | Утрехт             | 157.438 |
| 17    | Занстад           | Північна Голландія | 157.013 |
| 18    | Гертогенбос       | Північний Брабант  | 155.496 |
| 19    | Зволле            | Оверейсел          | 129.827 |
| 20    | Зутермер          | Південна Голландія | 125.265 |
| 21    | Леуварден         | Фрисландія         | 124.499 |
| 22    | Лейден            | Південна Голландія | 124.077 |
| 23    | Маастріхт         | Лімбург            | 120.182 |
| 24    | Дордрехт          | Південна Голландія | 119.111 |
| 25    | Еде               | Гелдерланд         | 118.538 |
| 26    | Алфен-ан-ден-Рейн | Південна Голландія | 112.580 |
| 27    | Вестланд          | Південна Голландія | 111.366 |
| 28    | Алкмар            | Північна Голландія | 109.897 |
| 29    | Еммен             | Дренте             | 107.020 |
| 30    | Делфт             | Південна Голландія | 103.588 |
| 31    | Венло             | Лімбург            | 101.984 |
| 32    | Девентер          | Оверейсел          | 101.227 |